# Alfred Schweickhardt
Alfred Michael Schweickhardt (* 29. September 1895 in Fröschweiler (Kreis Weißenburg), Deutsches Reich; † 19. April 1945 in Vorderlehengericht) war ein elsässischer Lehrer und Funktionär der NSDAP.

## Leben
Alfred Schweickhardt war der Sohn eines Volksschullehrers und wuchs zusammen mit zwei jüngeren Geschwistern im Schulhaus in Sulz unterm Wald (Kreis Weißenburg) im Elsass auf. Nach der Versetzung seines Vaters nach Mundolsheim bei Straßburg besuchte er dort von 1901 bis 1905 die Volksschule und auf Wunsch seiner Eltern von 1906 bis 1910 das protestantische Gymnasium in Straßburg. Da er wie sein Vater Lehrer werden wollte, ging er nach seiner Konfirmation in eine Straßburger Mittelschule und begann an Ostern 1911 nach bestandener Aufnahmeprüfung seine Berufsausbildung in der Lehrerpräparandenanstalt Straßburg-Neudorf. Zwei Jahre später wurde er in die Lehrerbildungsanstalt in Straßburg aufgenommen, wo er bis zum Ersten Weltkrieg blieb. Am 2. Mobilmachungstag wurde er mit 19 Jahren in ein Armierungsbataillon zu Schanzarbeiten an der Festung der Stadt Straßburg eingezogen. Er trat am 15. September 1914 als Kriegsfreiwilliger in das Heer ein. Im Frühjahr 1918 wurde er zur Infanterie versetzt und führte bis zu seiner Entlassung im Oktober 1918 im Westen eine Kompanie des Infanterieregiments 341. Am 13. November 1918 wurde er als Elsässer entlassen und kehrte in seine Heimat zurück.
Seine Berufsausbildung setzte er im nun wieder französisch regierten Elsass von Mai bis September 1919 mit einem Aufenthalt in den Lehrerseminaren in Paris (Quartier d'Auteuil) und Besançon fort. In Straßburg bestand er am 1. Oktober 1919 die Seminarabgangsprüfung; zwei Wochen später wurde er zum kommissarischen Leiter der evangelischen Schule in Weislingen (Kreis Zabern, Unter-Elsass) ernannt. Schweickhardt erhielt nach der erfolgreichen Dienstprüfung ab 1. Januar 1921 eine feste Anstellung, in der er bis 1941 verblieb. Zugleich war er in Weislingen ab 1919 auch als Organist und ab 1920 als nebenamtlicher Ratsschreiber tätig; beide Ämter gab er 1940 wieder ab. Vom 21. März bis zum 1. April 1940 nahm Schweickhardt als Soldat 2. Klasse in einer Arbeitskompagnie in Epinal auf französischer Seite am Zweiten Weltkrieg teil.
Politisch hatte sich Schweickhardt in den 1920er Jahren, als das Elsass zu Frankreich gehörte, in der elsass-lothringischen Heimatbewegung engagiert. Nach der deutschen Besetzung Frankreichs trat er am 17. September 1940 als einer der ersten Elsässer in die SA ein, wurde am 1. Dezember 1940 mit der kommissarischen Führung des Sturmes 23/99 beauftragt sowie am 30. Januar 1942 zum SA-Sturmführer und am 20. April 1944 zum SA-Obersturmführer befördert. Vom 5. bis 18. Januar 1941 besuchte er die seit 1938 bestehende SA-Gruppenschule Hochland in Schliersee, eine "Führerschule der NSDAP". Seit dem 1. April 1941 war er Mitglied im NS-Reichskriegerbund und seit dem 1. Januar 1942 in der NSDAP (Mitgliedsnummer 8.728.782). Er übernahm am 7. Januar 1942 das Amt als 2. Adjutant des Gauleiters Robert Wagner und wurde zugleich als Lehrer beurlaubt. Der erste Adjutant Wagners, Oberregierungsrat Walter Gaedeke, wies darauf hin, dass die Auswahl "unter dem Gesichtspunkt" geschah, dass der Chef der Zivilverwaltung für diese Stelle einen Elsässer wünschte, der sich im Weltkrieg auf deutscher Seite bewährt" habe, was bei Schweickhardt der Fall war; nach "Friedensschluss oder zu einem Zeitpunkt, an welchem Uk -Stellungsanträge für jüngere Kriegsteilnehmer Aussicht auf Erfolg haben", sei beabsichtigt, dass er wieder durch "einen jüngeren Adjutanten" ersetzt und der "Schulverwaltung zur Verfügung gestellt" werde. Allerdings äußerte Schweickhardt im Juli 1944 den Wunsch, nicht mehr "in den Schuldienst zurückzukehren", sondern seine "Arbeitskraft auch fernerhin der Partei zur Verfügung zu stellen".
Bereits im Vorfeld seiner Ernennung war Schweickhardt im Rahmen der landesweiten "Erfassung der Lehrkräfte an den elsässischen Volksschulen", mit der unter anderem potentielle Anwärter für Stellen in der "Zivilverwaltung des Elsasses" gefunden werden sollten, von verschiedenen Dienststellen eingehend beurteilt worden. Der SD-Führer der Sicherheitspolizei Einsatzkommando III/1 in Straßburg wies am 1. Juli 1941 darauf hin, dass gegen die "vorgesehene Verwendung des Schweickhardt […] in politischer und charakterlicher Hinsicht keine Bedenken" bestünden. Adolf Schuppel vom Gaupersonalamt in Karlsruhe bestätigte am 11. August 1941, dass er gegen eine Übernahme Schweickhardts in den Beamtendienst des Deutschen Reiches keine Einwendungen geltend mache.
Schweickhardt fungierte in seiner Funktion als Adjutant als Bindeglied zwischen der Partei und dem Chef der Zivilverwaltung Wagner, der Anfragen insbesondere in Bezug auf die Anstellung und Entlassung von Kreisleitern im Elsass und in Baden mit Wagner besprach und dessen Entscheidungen schriftlich mitteilte, sofern der "CdZ" sie nicht selbst beantwortete oder entsprechende Erlasse herausgab. Er setzte sich auch für die Belange elsässischer Polizeiverwaltungsbeamter ein, die zur Waffen-SS eingezogen wurden und korrespondierte dazu beispielsweise im März und April 1944 mit Eduard Weiter, dem Lagerkommandanten des KZ Dachau bei München, und dem Büro des Reichsführers-SS Heinrich Himmler in Berlin.
Robert Wagner verlieh Schweickhardt in Anerkennung seiner "Verdienste um die Sache des Deutschtums im Elsaß" rückwirkend zum 1. September 1942 die deutsche Staatsbürgerschaft. Zum 15. November 1944 ernannte Wagner seinen Adjutanten Schweickhardt zum Kriegs-Kreisleiter für den Kreis Wolfach. Ursprünglich war für diesen Posten der Ritterkreuzträger und Oberfeldwebel Meyer vorgesehen, der jedoch noch bis zum 1. Dezember 1944 in einem Reserve-Lazarett war. Zur Vorbereitung auf sein neues Amt wurde Schweickhardt vom 9. bis 15. November 1944 zur "informatorischen Dienstleistung" zur Gauleitung abgeordnet. Die offizielle Übernahme des Kreises durch Schweickhardt fand am 19. November 1944 in Anwesenheit seines Vorgängers und der Ortsgruppenleiter des Kreises statt. Da Schweickhardt einer der engsten Vertrauten von Wagner war, könnte dessen Ernennung zum Kriegs-Kreisleiter von Wolfach zur Vorbereitung eines Rückzugs der Gauleitung von Straßburg auf deutsches Staatsgebiet gedient haben. Zugleich war so der Adjutant geschützt vor dem Zugriff alliierter Truppen, die am 23. November 1944 Straßburg von der deutschen Besetzung befreiten.
Kurz vor Kriegsende befehligte Schweickhardt als "Reichsverteidigungskommissar" den Volkssturm in Wolfach. In Hausach ordnete er an, die Mannesmann-Werke und die Stadtmühle vor der Einnahme durch die Franzosen zu sprengen; dabei wäre ein Großteil der Stadt aufgrund der großen Sprengladungen zerstört worden. Der rasche Vormarsch der französischen Armee verhinderte diese Sprengung. Vier Tage vor der Besetzung von Wolfach durch französische Truppen wurden am 17. April 1945 am Hofeckle oberhalb des Kreuzbergs 16 ausländische Gefangene, die im Amtsgefängnis inhaftiert gewesen waren, durch eine in Wolfach einquartierte Volkssturmkompanie erschossen. Ob Schweickhardt den Befehl zur Erschießung gegeben hatte, konnte bei den Gerichtsverhandlungen nach Kriegsende nicht geklärt werden.
Über Schweickhardts Tod in der Nacht vom 18. zum 19. April 1945 gibt es zwei sich widersprechende Darstellungen. Der Wolfacher Stadtpfarrer Gottlieb Huber schrieb in einem Bericht kurz nach dem Kriegsende 1945, dass Schweickhardt, weil er die "kommende Niederlage eingesehen hatte", von Parteigenossen "in seinem Auto erschossen" wurde. Man habe dieses dann in den "Kanal der oberen Schmelzesäge gelenkt". Nach einem Bericht des Schenkenzeller Pfarrers Alois Siegel hingegen erschoss sich Schweickhardt in der Nacht zum 19. April selbst, nachdem er sein Auto in den aufgestauten Höllgumpen in Vorderlehengericht gesteuert hatte und das Wasser über ihm zusammenschlug.